# William Wurtenburg
William Charles Wurtenburg, detto Bill (New York, 24 dicembre 1863 – New Haven, 26 marzo 1957), è stato un giocatore di football americano statunitense.

## Biografia
Di genitori tedeschi, nato e cresciuto nella parte ovest di New York, Wurtenburg frequentò la prestigiosa Phillips Exeter Academy, dove giocò a football. Si iscrisse alle lezioni all'università di Yale nel 1886 e presto si guadagnò un posto nella squadra di football della scuola. Giocò per Yale dal 1886 fino al 1889, e di nuovo nel 1891; due di quelle squadre furono più tardi riconosciute come campioni nazionali. All'età di 35 anni, la sua corsa nel 1887 contro Harvard gli fece guadagnare un po' di fama. Wurtenburg si laureò in medicina dalla scuola scientifica Sheffield di Yale nel 1893.
L'anno successivo l'Accademia Navale degli Stati Uniti lo assunse per allenare la loro squadra di football. Lui guidò la squadra a un record di 4-1-2 della stagione, incluso un record di 1-1-1 contro le scuole rivali. Successivamente accettò un lavoro come allenatore al College Dartmouth, dove per i successivi quattro anni li guidò in stagioni senza sconfitte contro entrambi i loro avversari della Triangular Football League. In totale ebbero un record vincente il primo anno e un record di 5-2-1 il secondo anno. Nel 1899, nella sua quinta stagione come allenatore, la sua squadra terminò con un bilancio di 2 vittorie e 7 sconfitte, perdendo entrambe le partite di conference.